# Silvano Bertini
Silvano Bertini (Signa, 27 marzo 1940 – Firenze, 27 giugno 2021) è stato un pugile italiano, medaglia di bronzo, nei pesi welter, ai Giochi olimpici di Tokyo 1964 e, tra i professionisti, Campione europeo dei pesi superwelter.

## Biografia

### Carriera da dilettante
Ha una carriera dilettantistica di altissimo livello: nel 1962 è campione d'Italia e campione del Mondo militari nei pesi welter. L'anno successivo è Medaglia d'Oro ai Giochi del Mediterraneo e medaglia d'argento ai Campionati europei. Nel 1964, è ancora campione d'Italia dei welter e, soprattutto, conquista la medaglia di bronzo alle Olimpiadi di Tokyo. 
Nel torneo olimpico supera ai punti, nei primi tre turni, il canadese Frederick Desrosiers, l'egiziano Hussein Saddik e il britannico Michael Varley. In semifinale è costretto a cedere ma solo ai punti e con il cartellino favorevole di ben due giudici su cinque, al polacco Marian Kasprzyk, che poi vincerà la medaglia d'oro.
Conclude la carriera dilettantistica con 57 vittorie, 6 sconfitte, 3 pareggi e un no contest in 67 incontri.

### Carriera da professionista
Bertini passa al professionismo nella scuderia di Adriano Sconcerti. Giunge imbattuto dopo venti incontri a combattere per il titolo italiano dei pesi welter e lo strappa al laziale Domenico Tiberia, il 9 febbraio 1968 a Roma, ai punti in dodici riprese. Lo mantiene nell'incontro di rivincita il 14 agosto successivo, a Lignano Sabbiadoro, con un verdetto di parità.
Il 18 gennaio 1969, a Bologna, il toscano combatte il miglior incontro della sua carriera, strappando il titolo europeo della categoria per KO alla tredicesima ripresa, all'olandese delle Antille Edwin "Fighting" Mack che lo aveva conquistato mettendo fuori combattimento un campione come Carmelo Bossi. 
Indossa la cintura europea per poco, in quanto il 5 maggio dello stesso anno, a Parigi, è costretto a cederla a Jean Josselin, per KO tecnico all'ottava ripresa. Tenta di salire nuovamente sul trono europeo dei welter, il 26 novembre 1971 a Ginevra, sfidando il francese Roger Menetrey, nuovo campione in carica, ma il tentativo è sfortunato e fallisce per un verdetto di KO tecnico alla tredicesima ripresa.
Il 30 luglio 1972, combatte con successo a Viterbo per aggiudicarsi il titolo italiano vacante della categoria dei pesi medi, battendo Alberto Torri ai punti. Il 13 ottobre dello stesso anno, batte ai punti in dieci riprese l'ex Campione europeo dei superwelter José Hernández .
Il 14 luglio 1973, accetta di combattere per il titolo mondiale dei medi junior a Sapporo, contro il giapponese Koichi Wajima, già vittorioso per KO nei confronti di Tiberia e ai punti, con verdetto controverso, su Carmelo Bossi. Alla dodicesima ripresa, già nettamente indietro con il punteggio, Bertini si ritira. È il suo ultimo match. 
Nella sua carriera professionistica ha perso solo tre volte, con avversari di ottimo livello e mai per atterramento sino al conto totale.

## Palmarès
| Anno | Manifestazione          | Sede   | Evento      | Risultato | Note |
| ---- | ----------------------- | ------ | ----------- | --------- | ---- |
| 1963 | Giochi del Mediterraneo | Napoli | Pesi welter | Oro       |      |
| 1964 | Giochi olimpici         | Tokyo  | Pesi welter | Bronzo    |      |